# 2012년 대한민국의 베스트셀러 목록
다음은 2012년 대한민국의 베스트셀러 목록이다. 

## 종합
1. 멈추면 비로소 보이는 것들
2. 안철수의 생각
3. 어떻게 원하는 것을 얻는가
4. 아프니까 청춘이다
5. 해를 품은 달 1
6. 천 번을 흔들려야 어른이 된다
7. 빅 픽처
8. 내가 알고 있는걸 당신도 알게 된다면
9. 바람이 분다 당신이 좋다
10. 해커스 토익 보카(인덱스포함)(증보판)
11. 달팽이가 느려도 늦지 않다
12. 남자의 물건
13. 돈으로 살 수 없는 것들
14. 천사의 부름
15. 스님의 주례사
16. 나는 까칠하게 살기로 했다
17. 해커스 토익 READING(3판)(단어암기장1권, 해설집1권포함)
18. 은교(갈망 3부작)(양장본 HardCover)
19. 자기혁명(시골의사 박경철의)
20. 주기자: 주진우의 정통시사활극
21. 정의란 무엇인가
22. 해커스 토익 스타트 READING(초보토익 4주완성)
23. 오늘 내가 살아갈 이유
24. 마흔 논어를 읽어야 할 시간
25. 노는 만큼 성공한다(개정판)
26. 백설공주에게 죽음을(타우누스 시리즈 4)
27. 마법천자문 20: 내 모든 걸 너에게 남길 유(손오공의 한자 대탐험)
28. 방황해도 괜찮아
29. 닥치고 정치
30. 해커스 토익 LISTENING(개정판 3판)(CD1장, 해설집포함)
31. 절대강자(양장본 HardCover)
32. 화차(블랙펜 클럽(Black Pen Club) 24)
33. 나를 위한 하루 선물
34. 나의 상처는 돌 너의 상처는 꽃
35. 하루 15분 정리의 힘
36. 스티브 잡스(양장본 HardCover)
37. 엄마 수업
38. 나는 아직 어른이 되려면 멀었다
39. 웃음 1(양장본 HardCover)
40. 여자를 증오한 남자들. 1(밀레니엄 1부)
41. 내 편이 아니라도 적을 만들지 마라
42. 그리스인 조르바(열린책들 세계문학 21)(양장본 HardCover)
43. 나는 세계일주로 자본주의를 만났다
44. 소통 1(소통시리즈 영단어편)
45. 책은 도끼다
46. 세도나 스토리
47. 해커스 토익 스타트 LISTENING(CD1장포함)
48. 콰이어트
49. 리딩으로 리드하라(양장본 HardCover)
50. 바람을 뿌리는 자(타우누스 시리즈 5)
51. 그레이의 50가지 그림자. 1
52. 임신 출산 육아 대백과(개정판)
53. 엄마를 부탁해
54. 꿈꾸는 다락방(양장본 HardCover)
55. 독서 천재가 된 홍대리
56. 잊혀진 질문(내 가슴을 다시 뛰게 할)
57. 무지개 곶의 찻집
58. 삶이 자꾸 아프다고 말할 때
59. 의자놀이
60. 골프도 독학이 된다
61. 어디선가 나를 찾는 전화벨이 울리고
62. 가끔은 제정신
63. 스마트한 생각들
64. 왜 나는 너를 사랑하는가(개정판)(양장본 HardCover)
65. 생각에 관한 생각
66. 끌림(개정판 2판)
67. HACKERS VOCABULARY(해커스 보캐블러리)
68. 왓칭(WATCHING)
69. 사람은 무엇으로 성장하는가
70. FBI 행동의 심리학
71. 꿈이 그대를 춤추게 하라(아침편지 고도원의)(양장본 HardCover)
72. 고구려 4: 사유와 무(양장본 HardCover)
73. 프레임(나를 바꾸는 심리학의 지혜)(반양장)
74. 셜록홈즈: 실크하우스의 비밀(양장본 HardCover)
75. 십자군 이야기. 3
76. 예감은 틀리지 않는다(양장본 HardCover)
77. 삐뽀삐뽀 119소아과(개정판 11판)(삐뽀삐뽀 시리즈 1)
78. 성경과 5대 제국(통박사 조병호의)
79. 7년의 밤
80. 메이플 스토리 오프라인 RPG. 50(코믹)
81. 통섭의 식탁
82. 사랑하지 말자(반양장)
83. 두근 두근 내 인생
84. 기나긴 하루(문학동네 소설집)(양장본 HardCover)
85. 별을 스치는 바람. 1
86. 베르나르 베르베르의 상상력 사전
87. 사랑의 기초: 한 남자(양장본 HardCover)
88. 무지개 원리(전면개정판)(양장본 HardCover)
89. 생각 버리기 연습
90. 사랑의 기초: 연인들(양장본 HardCover)
91. 토마토 BASIC READING(토익이 가벼워지는)(2판)(필수단어암기장포함)
92. 인생이 빛나는 정리의 마법
93. 해커스 토익 스피킹 스타트(CD2장포함)
94. 언니의 독설(흔들리는 30대를 위한)(2판)
95. 나의 문화유산답사기. 7
96. 종이 여자
97. 용의자 X의 헌신(양장본 HardCover)
98. 초역 니체의 말(양장본 HardCover)
99. 앞으로 10년 돈의 배반이 시작된다
100. 피로사회

## 같이 보기
- 대한민국의 베스트셀러